# Klaus Schöneberg
Klaus Schöneberg (* 10. April 1939 in Berlin) ist ein deutscher Politiker der CDU.
Nach dem Besuch der Volksschule absolvierte Schöneberg die Ausbildung zum Gerüstbauer. An der Abendoberschule erhielt er 1957 sein Abitur. Daraufhin studiert er Jura und erwarb 1962 den Doktortitel, der ihm aber 1974 wieder aberkannt wurde. Von 1989 an war er als Wirtschaftskaufmann sowie als juristischer Mitarbeiter mit betrieblicher Prozessvollmacht tätig. Nebenberuflich arbeitete er als selbstständiger Bau- und Finanzierungsberater und als Versicherungsvertreter.
1977 trat Schöneberg in die CDU ein, in der er das Amt des Ortsvorsitzenden übernahm. Er gehörte dem Kuratorium der Fachschule für Sozialpädagogik Berlin-Köpenick und der Bezirksverordnetenversammlung in Köpenick an, in letzterer war stellvertretender Vorsteher. 1995 wechselte er in das Abgeordnetenhaus von Berlin, dem er bis 2001 angehörte.